# 토요코인

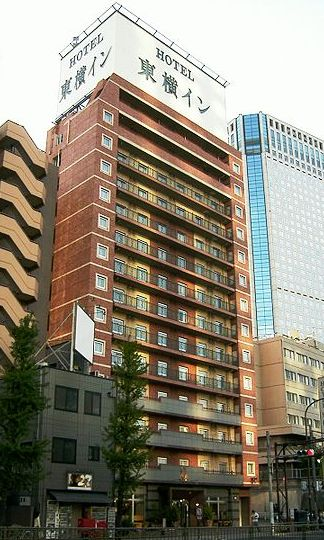
시나가와역 주변의 토요코인

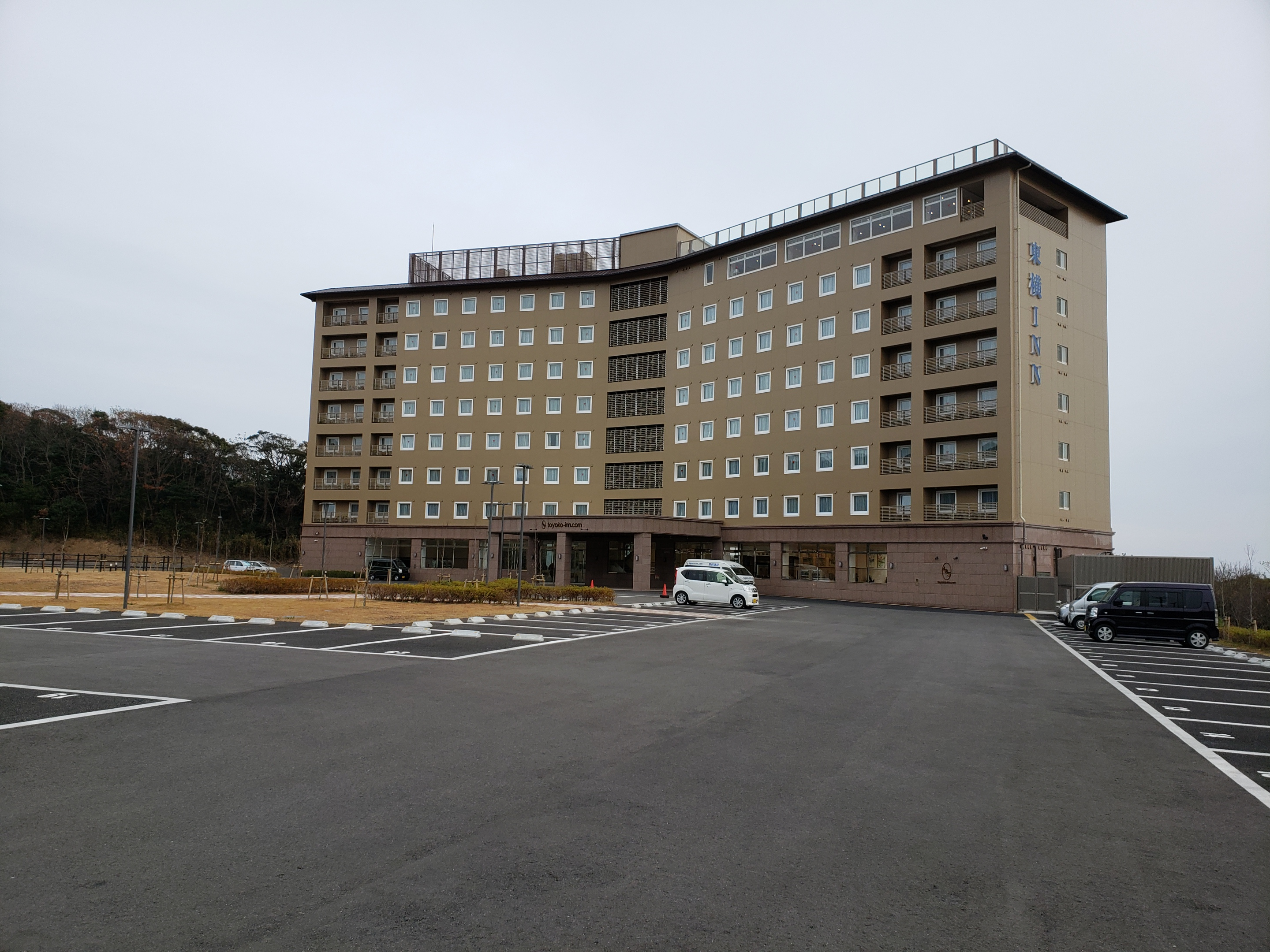
쓰시마섬 최북단에 자리잡고 있는 토요코인 히타카쓰점 전경

주식회사 토요코인(株式会社東横イン)은 1986년에 설립되어 1990년대부터 빠르게 확장 중인 일본의 비즈니스 호텔 체인이다.
이 회사는 도쿄도 오타구의 카마타 지역에 본사를 두고 있으며, 중앙 도쿄도 구부와 요코하마 사이 정도에 위치해 있다. 이 호텔의 이름은 도쿄와 요코하마의 혼성어 이름이다.
이 회사는 빠르게 성장하여 2002년 12월 61군데에서 2006년 126군데로 두 배 이상 늘었다. 거의 모든 호텔은 일본에 있으며 대한민국에는 서울과 부산에 각각 네 곳, 대전, 인천, 울산, 창원, 대구 등에 각각 한 곳씩 위치해 있다. 이외에도 마르세유, 프랑크푸르트등에 지점이 있다.
또한 대부분의 직원들이 여성으로 구성되어 있는 것도 특징이다. 일례로 대한민국 국내에서 영업 중인 토요코인 호텔 체인점이나 지점의 지배인은 모두 여성이다.

## 국가별 점포

### 일본
- 홋카이도: 삿포로 에키마에점, 하코다테 아사히가와에키 히가시구치점
- 아오모리현: 아오모리 에키마에점, 하치노헤에키점
- 미야기현: 센다이 히가시구치점, 이시노마키에키마에점
- 이바라키현: 미토 에키마에점, 쓰치우라 에키 히가시구치점
- 토치기현: 우쓰노미야 에키마에점, 오야마에키점
- 군마현: 타카사키에키 히가시구치점
- 사이타마현: 오미야 에키 니시구치점
- 지바현: 치바 에키마에점, 후나바시 에키 기타구치점
- 도쿄도: 도쿄역 야에스구치점, 아키하바라점, 신주쿠구점, 시부야구점
- 가나가와현: 요코하마 에키 히가시구치점, 가와사키 에키마에점
- 니가타현: 니가타 에키마에점, 나가오카에키점
- 도야마현: 도야마 에키마에점
- 이시카와현: 가나자와 에키 히가시구치점
- 후쿠이현: 후쿠이 에키마에점
- 야마나시현: 고후 에키마에점
- 나가노현: 나가노 에키마에점
- 기후현: 기후 에키마에점
- 시즈오카현: 시즈오카 에키마에점
- 아이치현: 나고야 에키마에점
- 미에현: 쓰에키마에점
- 시가현: 오쓰 에키마에점
- 교토부: 교토 에키마에점
- 오사카부: 오사카 에키 히가시구치점, 난바점
- 효고현: 고베 에키마에점
- 나라현: 나라 에키마에점
- 와카야마현: 와카야마 에키마에점
- 돗토리현: 돗토리 에키마에점
- 시마네현: 마츠에 에키마에점
- 오카야마현: 오카야마 에키마에점
- 히로시마현: 히로시마 에키마에점
- 야마구치현: 시모노세키 에키마에점
- 도쿠시마현: 도쿠시마 에키마에점
- 가가와현: 다카마쓰 에키마에점
- 에히메현: 마쓰야마 에키마에점
- 고치현: 고치 에키마에점
- 후쿠오카현: 후쿠오카 에키마에점
- 사가현: 사가 에키마에점
- 나가사키현: 나가사키 에키마에점, 쓰시마 이즈하라점, 히타카쓰점
- 구마모토현: 구마모토 에키마에점
- 오이타현: 오이타 에키마에점
- 미야자키현: 미야자키 에키마에점
- 가고시마현: 가고시마 에키마에점
- 오키나와현: 나하 에키마에점

### 대한민국
- 서울특별시: 동대문1, 동대문2, 강남, 영등포점
- 부산광역시: 부산역1, 중앙역, 서면, 해운대2점
- 대구광역시: 동성로점
- 대전광역시: 정부청사앞점
- 울산광역시: 삼산동점
- 인천광역시: 부평점
- 창원시: 창원점
- 개설 검토중인 곳: 수원, 강릉, 광주, 제주 등
- 입점 취소된 곳: 동대구역점

### 기타
- 독일: 프랑크푸르트
- 프랑스: 마르세유
- 필리핀: 세부
- 몽골: 울란바토르
- 미국: 뉴욕[a]

## 오픈 검토국
- 중화인민공화국[b]
- 태국
- 싱가포르
- 오스트레일리아